# Sunburst (Montana)
Sunburst – miasto w Stanach Zjednoczonych, w stanie Montana, w hrabstwie Toole.